# Llista de colls dels Prepirineus meridionals
Un coll o collada és una depressió que es troba entre dos cims. Els Prepirineus no són només un conjunt de serres muntanyoses situades paral·lelament a banda i banda dels Pirineus, sinó un conjunt de serres, enmig de les quals hi ha valls, abunden els congosts, els rius i les collades.

## Colls principals
- Coll de l'Arc, (Ripollès).[3]
- Coll de Capsacosta.[4]
- Coll de Carrera, (Garrotxa).[5]
- Coll d'Espina, (Ribagorça).[6]
- Coll de Faig-i-branca.[7]

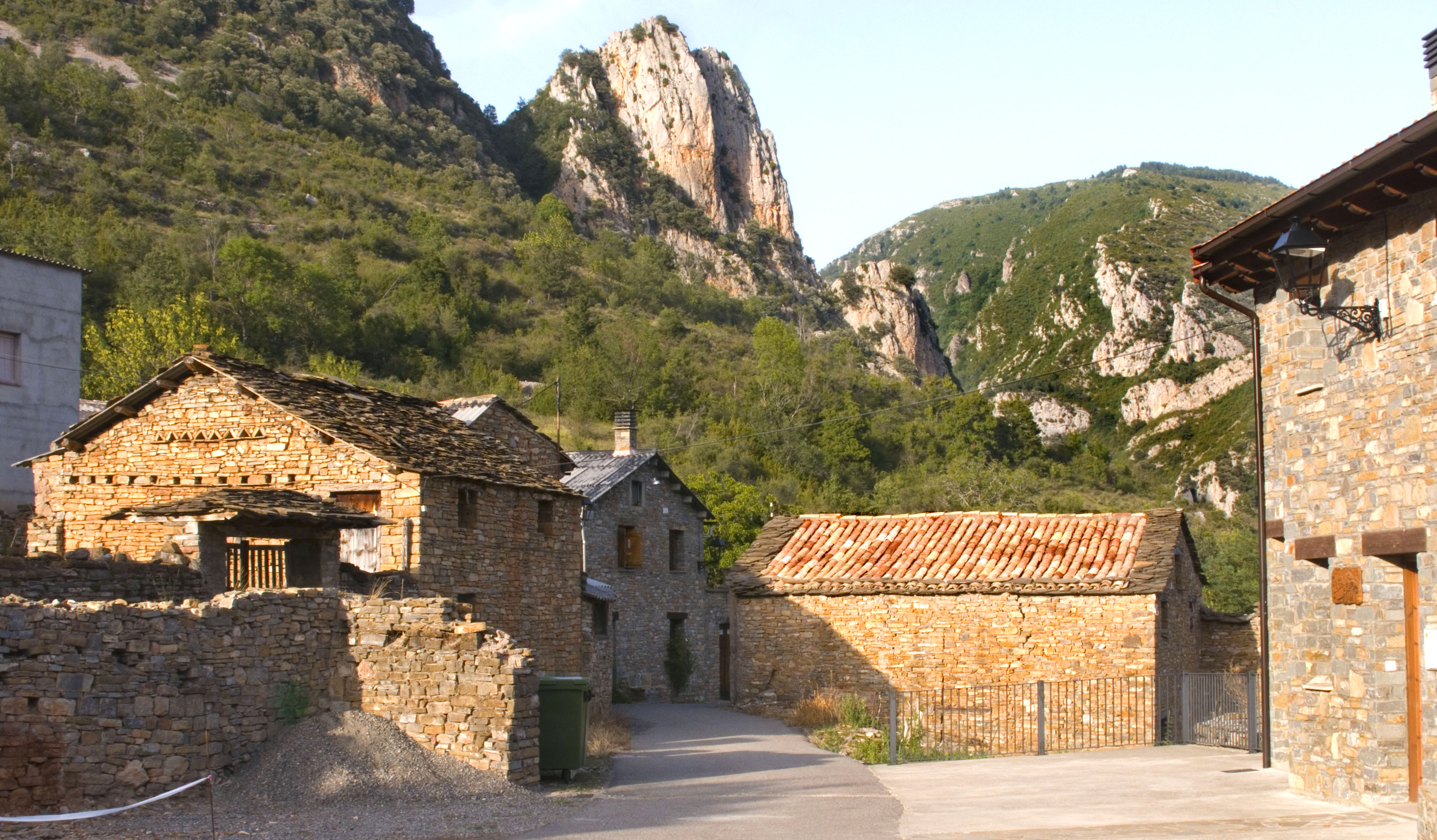
Coll de la Croqueta d'Ovarra des de Vallabriga

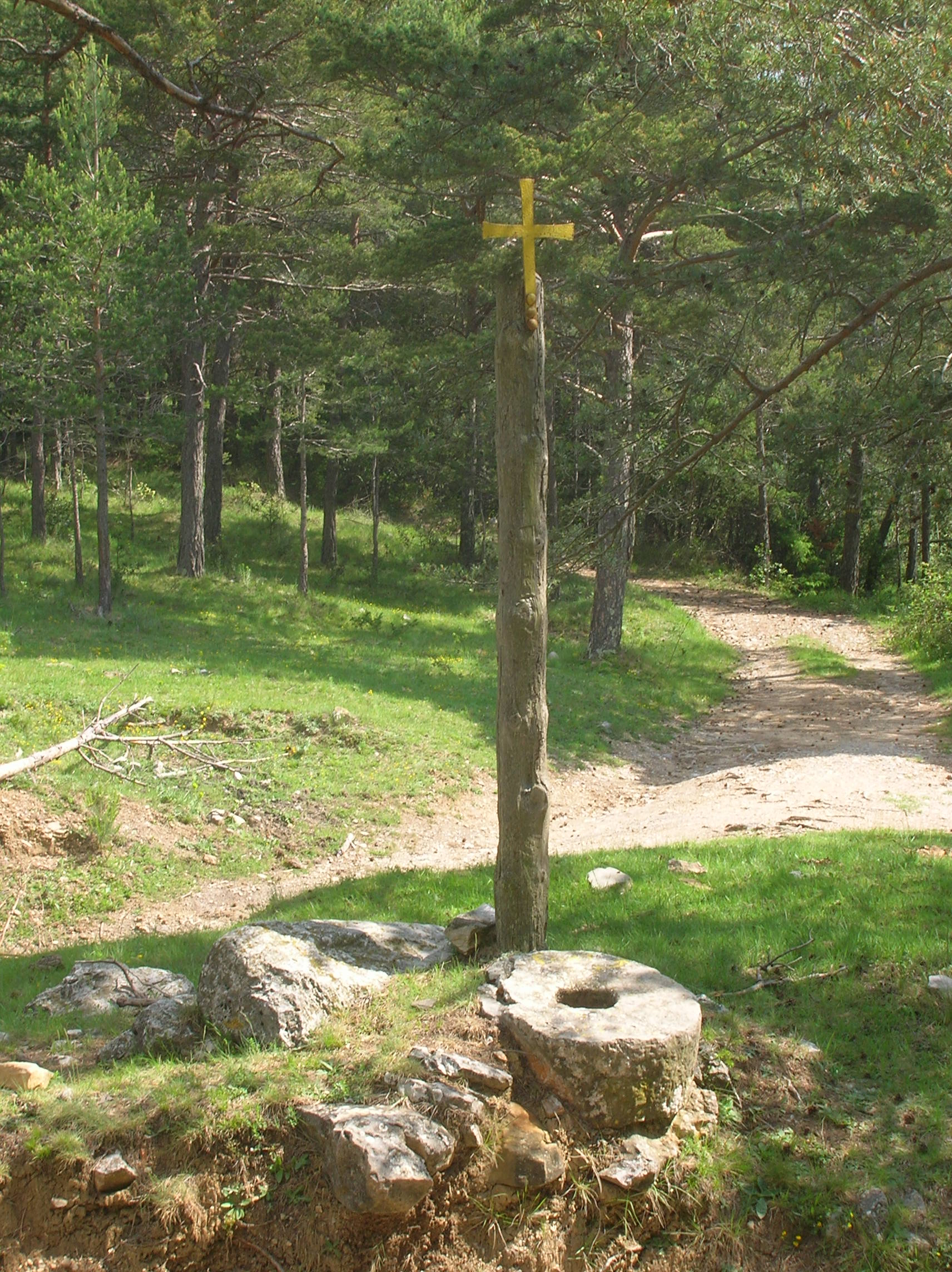
Coll de Faja (Sales de Llierca)

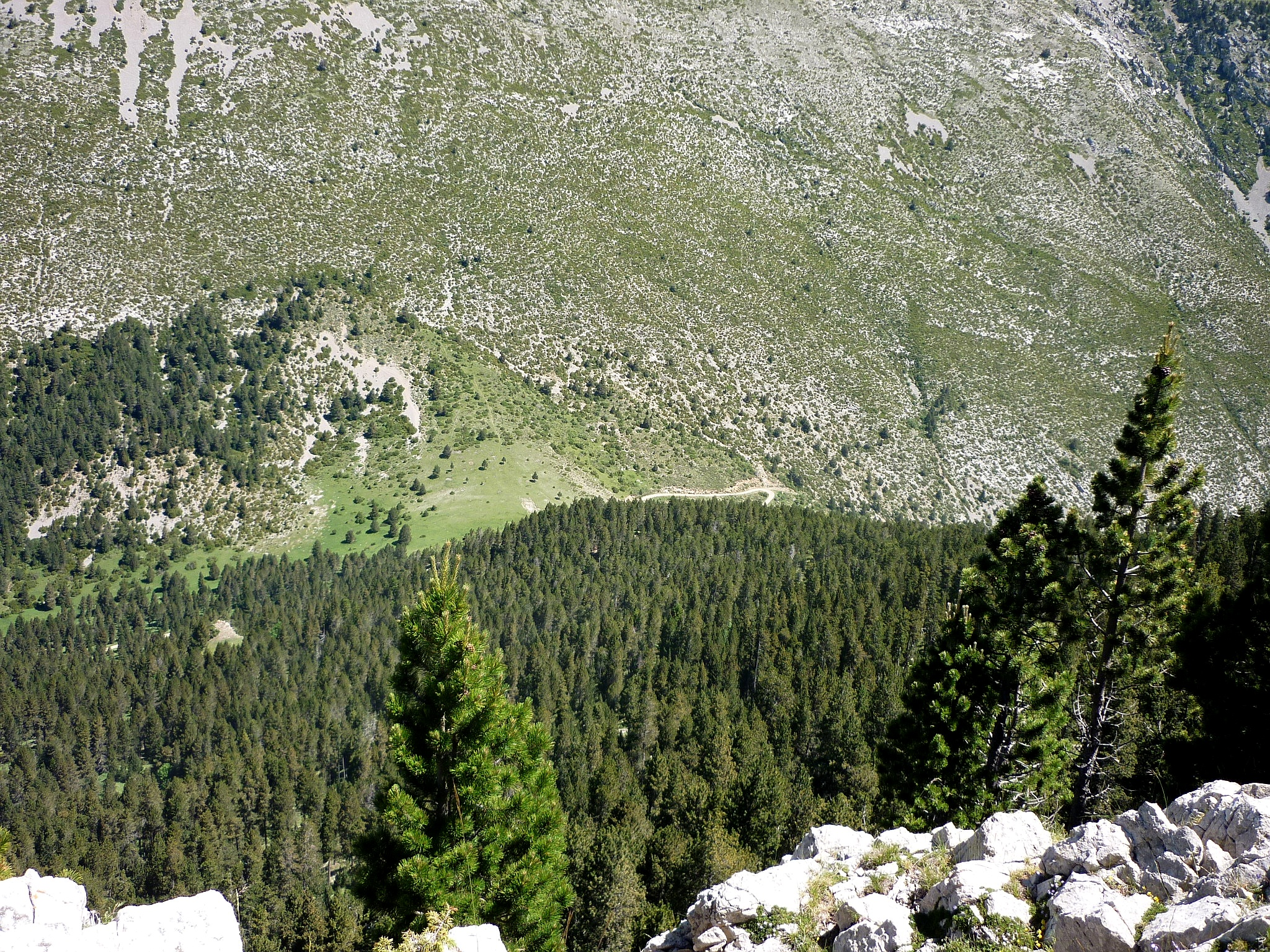
El Coll de Jovell (al centre), entre el Cadí a dalt i el Cadinell a baix

- Collada de Falgars, a la Serra de Falgars,[8]
- Coll de Faja (Sales de Llierca) (Garrotxa).[9]
- Coll de Jovell (Josa i Tuixén).[10]
- Coll de Jou.[11]
- Coll de la Bena, (Berguedà).[12]
- Coll de la Croqueta d'Ovarra, situat a la vora dreta del riu Isàvena, dalt del Congost d'Ovarra (Beranui),[13] a la Baixa Ribagorça.
- Coll de Planatossal[14]
- Coll de Vent, a la serra de Sis, terme d'Isàvena (Baixa Ribagorça).[15]
- Collada de Toses. És el port més important entre La Cerdanya (a través de la vall d'Alp) i la Catalunya central.[16][17]
- La Collada (Llastarri), Pallars Jussà, terme de Tremp.[18]
- Port de la Múria[19]
- Port de les Ares (El Turbó)[20]